# Stazione di Albate-Camerlata
La stazione di Albate-Camerlata era una stazione sulla ferrovia Chiasso-Milano, punto di diramazione della linea Como-Lecco.
Il 13 giugno 2021 è stata trasformata in posto di movimento, con conseguente cambio di denominazione in P.M. Albate, a causa dell'apertura della nuova stazione di Como Camerlata.
Serviva i quartieri periferici della città di Como di Albate e Camerlata.
Fino al 1965 era presente un raccordo ferroviario che collegava questa stazione con la stazione di Como Camerlata delle Ferrovie Nord Milano.

## Storia
La stazione fu aperta il 6 dicembre 1849 insieme al tratto Camnago-Camerlata.
Dal 20 novembre 1888 è servita anche dalla linea Como-Lecco.
Dal 13 giugno 2021 perde le sue funzioni di stazione atta al servizio viaggiatori in favore della nuova stazione di Como Camerlata, situata leggermente più a nord in corrispondenza dell'omonima stazione della linea Saronno-Como delle Ferrovienord.

## Struttura e impianti
La gestione degli impianti è affidata a Rete Ferroviaria Italiana; l'ex fabbricato viaggiatori è una struttura su due livelli, in muratura e tinteggiata di giallo. Al piano terra erano ospitati i servizi per i viaggiatori e gli uffici di movimento, il piano superiore è tuttora affittato a privati. Sono presenti altri fabbricati minori che ospitavano i servizi igienici, il deposito e la cabina elettrica della stazione.
La stazione aveva anche uno scalo merci con annesso magazzino, parzialmente smantellato.
Il piazzale è dotato di dieci binari di circolazione, quattro in uso regolare, sei usati come deposito e ricovero di convogli merci. I primi quattro binari erano usati dai passeggeri ed erano dotati di banchina e collegati fra loro da una passerella in cemento.

## Movimento
La stazione di Albate-Camerlata era servita dai treni della linea S11 del servizio ferroviario suburbano di Milano, dai treni regionali in servizio sulla tratta Como-Lecco.
Vi hanno inoltre operato per determinati periodi le relazioni S10 da e per Bellinzona e S40 da e per Varese/Malpensa T2 (via Mendrisio) della rete celere del Canton Ticino.
I servizi passeggeri erano eserciti da Trenord e TiLo per conto della Regione Lombardia e del Canton Ticino.

## Servizi
- Sala di attesa
- Servizi igienici

## Interscambi
- Fermata autobus